# Промисловість Іспанії
Промисло́вість Іспа́нії - галузь матеріального виробництва, основа індустріалізації економіки Іспанії.
Швидкий промисловий розвиток Іспанії в останній третині XX ст., і в першу чергу розвиток машинобудування, тісно пов'язаний з великим притоком іноземних капіталів, а також з використанням іноземних технологій та з орієнтацією на зарубіжні ринки. В Іспанії іноземний капітал приваблювала низька вартість робочої сили, мінімальне оподаткування та інші привілеї.

## Енергетика
Основу енергетики Іспанії становить імпортна нафта. Нафтопереробка, як правило, здійснюється в портових містах. Її річна потужність становить понад 60 млн т сирої нафти. Власний видобуток вугілля (кам'яного і бурого) забезпечує лише 1/5 енергетичних потреб, частка невеликих ГЕС і кількох АЕС дорівнює приблизно 1/6 

## Обробна промисловість
За рівнем виробництва продукції Іспанія займає важливе місце серед провідних світових промислових країн. У Західній Європі його перевершують лише Німеччина, Франція, Велика Британія та Італія. Структура іспанської обробної промисловості є досить різноманітною та глобальною, хоча й обмеженою кількістю природних ресурсів.

## Металургія, нафтохімія, машинобудування
В країні виплавляють чорні і кольорові метали (виплавка сталі – 13 млн т). Значного розвитку набули нафтохімія, яка тісно пов'язана з нафтопереробкою, а також промисловість будівельних матеріалів, деревообробна і паперова промисловість. У хімічній промисловості  випускають:
- Смоли
- Кислоти
- Барвники
- Добрива
- Пластмаси
- Фармацевтика
- Хімічні волокна
- Синтетичний каучук

Важливу роль останнім часом стали відігравати металообробка і машинобудування. Нове для Іспанії виробництво – автомобілебудування – почало розвиватися з 60- 70 pp. Воно представлене філіалами західноєвропейських та американських автомобільних концернів. Випуск автомобілів становить 1,7 млн одиниць. Автомобілебудування Іспанії займає четверте місце в Європі. Фірма "Сеат" (філія німецької кампанії "Фольксваген") є найбільшою автомобільною фірмою країни.  У іспанському експорті автомобілі займають перше місце.

Авіаракетна промисловість Іспанії випускає легкі транспортні літаки місцевої конструкції, а також реактивні літаки.

Машинобудівні заводи країни випускають також промислове обладнання, трактори і сільськогосподарські машини, електро- і електронну техніку, судна.

## Традиційні галузі
Старими галузями обробної промисловості залишаються текстильна (переважно бавовняна), трикотажна, швейна і шкіряно-взуттєва. В харчовій промисловості широко розвинені виноробна, олійна, плодоовочева і рибоконсервна, продукція яких значною мірою орієнтована на експорт. Заслужену славу здобули іспанські поліграфічні видання, ринком для яких є, крім самої Іспанії, більша частина Латинської Америки.

## Індустріальні центри
Регіонами промислового зростання спочатку виступали Каталонія та Країна Басків. Каталонія спеціалізувалась на розвитку текстильної промисловості, в той час як Країна Басків стала центром чорної металургії завдяки наявності покладів залізної руди. Третім полюсом промислового росту у 19 столітті була Астурія завдяки покладам кам'яного вугілля, що стимулювало розвиток гірничо-видобувної промисловості та чорної металургії із залученням іспанського, французького і англійського капіталу.
В розміщенні іспанської обробної промисловості дуже висока частка міст Барселони, Мадрида і Більбао, а серед районів – північного і середземноморського узбереж. Заводи чорної металургії і суднобудівні верфі розміщені переважно в портових містах північного узбережжя. Суднобудування Іспанії спеціалізується на випуску судів для транспортування: скрапленого газу, хімічних продуктів, руди, контейнерів, нафтових платформ, а також риболовецькі судна.
Понад 4/5 текстилю, одягу і взуття виробляється в Барселоні. Електротехнічні та електронні заводи і поліграфічні фабрики концентруються в Мадриді і Барселоні. Головні автозаводи знаходяться в Барселоні, Мадриді, Валенсії та Сарагосі. Підприємства харчової промисловості експортного напрямку тяжіють до відповідних сировинних баз.